# Турівський замок

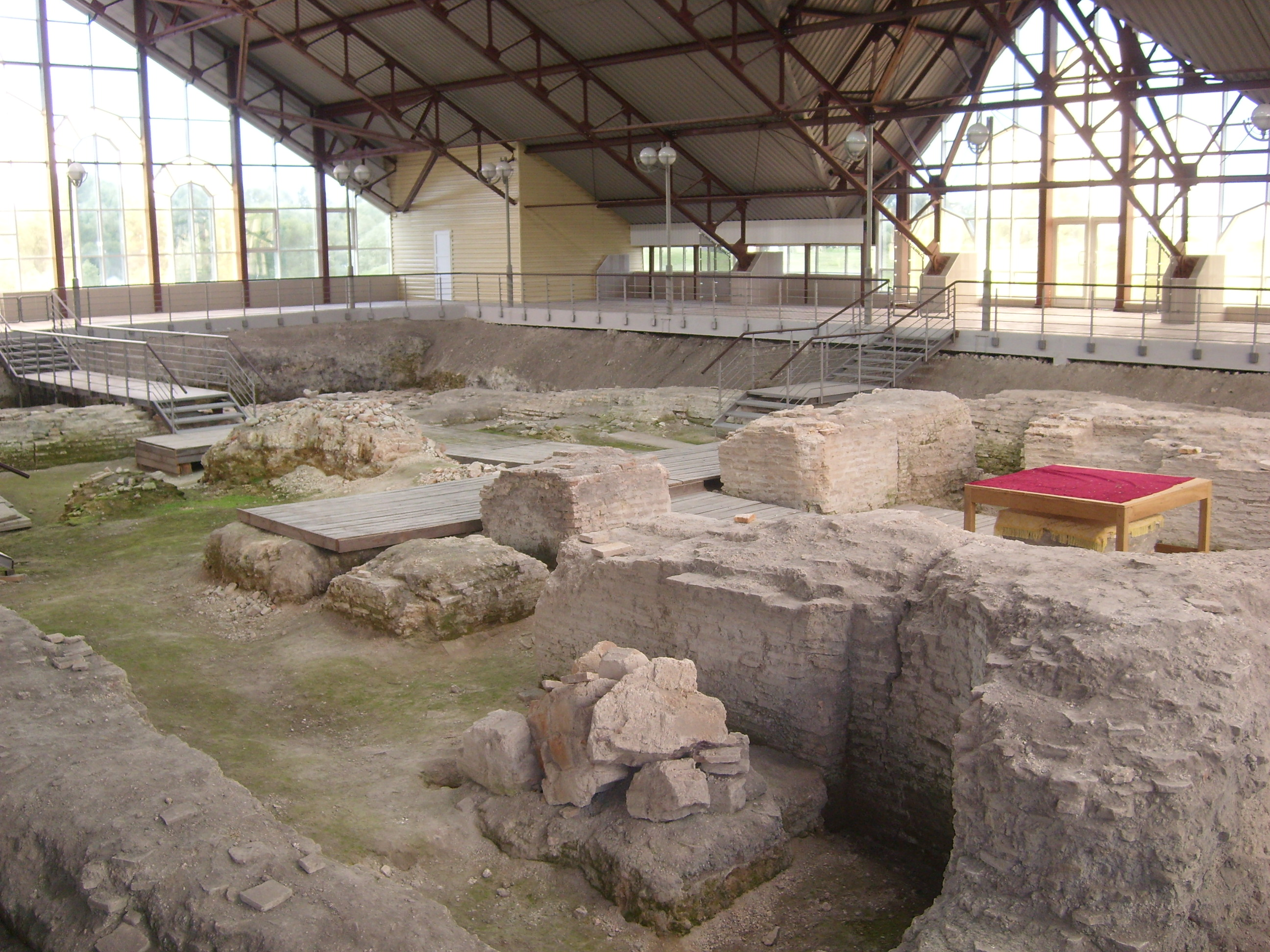
Руїни замку

Турівський замок — фортифікаційна споруда у місті Турів (Білорусь).

## Історія
Перші фортифікаційні споруди з'явилися у Турові ще в Х столітті. Їх виникнення пов'язане з племенами деревлян. Укріплення згодом покращувались, стаючи все міцнішими. У 1158 та 1160 роках замок витримав потужні облоги коаліції кількох князів.
У Х-ХІІІ століттях Турівський замок був центром усього Турівського князівства. Свою роль замок почав втрачати після перенесення столиці князівства до Пінська.
У 1502 та 1521 роках замок був спустошений набігами татар. У другій половині XVII століття Турів входив до складу Турово-Пінського полку Гетьманщини. У 1654—1667 роках замок був сплюндрований московським військом у ході польсько-московської війни.

## Архітектура
Турівський замок з'явився на місці дерев'яного замку часів Київської Русі. Оборонна система міста базувалася на вмілому поєднанні природних перешкод зі штучними укріпленнями, побудованими відповідно до рельєфу місцевості та враховуючи оборонну тактику того часу.
Поселення давнього Турова складалося з двох частин, які займали мис, піднятий на 5-6 м над заболоченою заплавою. На одній з ділянок був дитинець, на іншій — навколишнє місто, що розділяло оборонний рів, ширина якого становила від 20 до 25 м, глибина близько 5 м.
Внутрішній двір знаходився на найбільш укріпленій частині поселення. Ймовірно, по периметру дитинця колись стояв земляний вал. Про це свідчать невеликі висоти, що збереглися із західного боку. Крім того, дитинець колись оточували дерев'яні стіни з вежами. Відомий мандрівник Павло Шпілевський у 1859 році писав про залишки замку з семи вежами, укріпленого ровами та валами.
Згодом замок був розділений на великокнязівський замок і торгово-ремісниче місто.
Це найкраще символізує вигляд цегляної вежі-бергфрид, або башти волинського типу, подібної до Кам'янецької та Берестецької. На додаток до оборонної функції, він повинен був символізувати могутність князя.